# Leyton Orient Football Club
Leyton Orient Football Club é um clube de futebol com sede em Leyton, Londres, na Inglaterra. O clube joga na Football League One, a terceira divisão do futebol inglês, após o título da Football League Two, na temporada 2022/2023. São conhecidos por seus fãs como "The O's". O seu uniforme principal é completamente vermelho enquanto o alternativo é completamente amarelo. O estádio do Leyton Orient, o Brisbane Road, é oficialmente conhecido como “The Breyer Group Stadium” para fins de patrocínio.
O Leyton Orient disputou a primeira divisão do futebol inglês apenas uma vez, na temporada 1962–63, sendo então rebaixado como último colocado. Em 1978, o clube chegou às semifinais da Copa da Inglaterra pela única vez na sua história — treinados por Jimmy Bloomfield — mas foram derrotados por 3-0 pelo Arsenal.
Em 2014, Barry Hearn vendeu o clube para o empresário italiano Francesco Becchetti, sob cujo comando sofreu dois rebaixamentos em três anos. O empresário britânico e fã do Leyton Orient, Nigel Travis, assumiu o clube no ano de 2017.
O Leyton Orient terminou na sétima colocação na Football League One, logo abaixo das posições dos playoffs de subida, tanto na temporada de 2010–11 como na de 2012–13. Na temporada 2013-2014, o Leyton Orient perdeu a final dos play-offs da Football League One no Wembley Stadium para o Rotherham United e em 2015 foi despromovido para a Football League Two. No dia 22 de abril de 2017, o Leyton Orient foi despromovido à National League pela primeira vez na sua história, após 112 anos disputando a English Football League. Depois de duas temporadas na National League, a equipe foi promovida à Football League Two, a quarta divisão do futebol inglês.

## História

### Formação e Nome
O Leyton Orient foi originalmente formado por membros do Glyn Cricket Club em 1881, muitos dos quais eram ex-alunos do Independent College, Homerton na vizinha Hackney (agora Homerton College em Cambridge); um evento anual ainda é realizado entre o clube e o colégio. A equipe teve várias mudanças de nome, primeiro como Eagle Cricket Club em 1886, em seguida, como Orient Football Club em 1888.
Os 12 livros de história escritos no clube por seu historiador Neilson N. Kaufman entre 1974 e 2015 sugerem que a escolha do nome Orient surgiu a pedido de um jogador, Jack R. Dearing, que era funcionário da Orient Shipping Company, mais tarde parte da P & O - Peninsular e Oriental. O nome do clube foi mudado novamente para Clapton Orient em 1898 para representar a área de Londres em que eles jogavam, embora houvesse outra equipe chamada Clapton F.C.
Antes de serem rebaixados em 2017, os O's eram o segundo clube mais antigo da liga em Londres, atrás do Fulham, e eram o 24º clube mais antigo jogando na Football League. Após a promoção do Fulham à Premier League, tornou-se o mais antigo clube de Londres a jogar na Football League. O clube jogou na Segunda Divisão da Southern League em 1904 e se juntou à Football League em 1905. 
O nome Leyton Orient foi adotado após a conclusão da Segunda Guerra Mundial. O clube mudou-se para Leyton em 1937, embora novamente houvesse outra equipe chamada Leyton F.C. Um outro rebatismo de volta a simplesmente Orient ocorreu em 1966, depois que o Borough of Leyton (em Essex) foi absorvido pelo distrito londrino de Waltham Forest. Essa renomeação seguiu-se a uma crise financeira - uma das várias que atingiu o clube e, de maneira alguma, a primeira ou a última - e a reestruturação da empresa por trás do clube; isso é lembrado por uma coleção de "passar o balde" que aconteceu em uma reunião especial de apoiadores no East Stand, quando o fechamento completo foi reivindicado como uma possibilidade definida.
O clube finalmente voltou a Leyton Orient em 1987, pouco depois de Tony Wood assumir a presidência e numa época em que a campanha de torcedores estava acontecendo no fanzine da Leyton Orientear para restabelecer a parte de Leyton do nome do clube.

### Primeira Guerra Mundial
A temporada 1914-1915 foi a última temporada de futebol antes da liga ser suspensa devido à eclosão da Primeira Guerra Mundial. Um total de 41 membros da equipe e do staff do Clapton Orient se juntou ao 17º Batalhão do Regimento Middlesex (o Batalhão dos Jogadores de Futebol), o maior de todos os times de futebol do país e o primeiro a se juntar em massa. No jogo final da temporada - Clapton Orient x Leicester Fosse, 20.000 pessoas saíram para apoiar a equipe. Um desfile de despedida também foi feito, mas não antes dos O's terem vencido por 2-0. O British Film Institute realiza uma breve gravação deste histórico jogo e desfile em seus arquivos.
Durante a Batalha do Somme, três jogadores deram a vida pelo rei e pelo país: Richard McFadden, George Scott e William Jonas. Embora tenham sido os únicos funcionários do Orient que morreram durante a Primeira Guerra Mundial, muitos outros sofreram ferimentos, alguns mais de uma vez e não puderam retomar suas carreiras no futebol depois da guerra. Antes da Primeira Guerra Mundial, o atacante do O’s, McFadden, havia salvado a vida de um menino que estava se afogando no rio Lea, além de resgatar um homem de um prédio em chamas.
A história foi feita no sábado, 30 de abril de 1921, quando o Príncipe de Gales, que mais tarde se tornou o rei Eduardo VIII, visitou Millfields Road  para ver o jogo do Orient contra o Notts County. O Orient ganhou por 3-0 e esta foi a primeira vez que um membro da realeza assistiu a um jogo da Football League. A visita real foi para mostrar gratidão pelo exemplo patriótico do Clapton Orient durante a Grande Guerra e agora há uma placa erguida no local do Estádio Millfields Road para comemorar este evento histórico.
A história do grande envolvimento do clube na Primeira Guerra Mundial foi contada em um livro de 2005 intitulado They Tew The Lead, de Stephen Jenkins, vice-presidente do Leyton Orient Supporters' Club.  Em julho de 2006, Jenkins, auxiliado por Les Bailey, deu uma festa para 150 apoiadores do Leyton Orient e membros da Legião Britânica Real de Leyton e Manor Park, na região de Somme, no norte da França, para visitar as sepulturas de guerra da Primeira Guerra Mundial e prestar seus respeitos nos locais de descanso de Richard McFadden, William Jonas e George Scott. Esta foi a primeira visita oficial às sepulturas de guerra do Orient por 90 anos. Uma segunda visita ao Somme ocorreu no fim de semana de 12/13 de julho de 2008, desta vez os apoiadores e membros da RBL fizeram a peregrinação histórica. Chris Slegg, um repórter da BBC em Londres viajou com os apoiadores e imagens da viagem a Somme foram mostradas em boletins de notícias locais.
Em agosto de 2009, Steve Jenkins, juntamente com a apoiadora do grupo O’s, Theresa Burns, e o ex-jogador do Orient, Peter Kitchen, lançaram o Somme Memorial Fund com o objetivo de erigir um memorial permanente no norte da França em homenagem ao Clapton Orient e ao país.
Uma terceira viagem ao Somme ocorreu em julho de 2011 e o Memorial O’s foi inaugurado no vilarejo de Flers no domingo, 10 de julho.

### Restante do Século XX
O Leyton Orient foi campeão da Terceira Divisão Sul na temporada 1955-56 e passou 20 dos 25 anos seguintes na Segunda Divisão, antes de ser rebaixado no final da temporada 1981-82. O clube não voltou a esse nível desde então.
Os anos dourados do Orient foram nas décadas de 1960 e 1970. Na temporada 1961-1962, o Orient foi promovido para o nível mais alto do futebol inglês, a First Division (agora a Premier League), pela única vez em sua história, depois de terminar em segundo na Division Two, treinados por Johnny Carey. A equipe disputou a primeira divisão e foi rebaixada como última colocada. No entanto, eles derrotaram os rivais locais do West Ham United em casa.
O clube foi campeão da Division Three na temporada 1969-1970 e passou toda a década de 1970 na Division Two. Em 1972, o Orient alcançou um dos resultados mais famosos de sua história - saindo de 0-2 para bater o Chelsea por 3 a 2 na quinta rodada da FA Cup. Em 1978, o Orient foi derrotado na semifinal da FA Cup pelo Liverpool, seu melhor resultado na competição.
Em 1978 o clube foi indiretamente responsável pelo álbum Variations composto por Andrew Lloyd Webber para seu irmão, o violoncelista Julian Lloyd Webber. O álbum alcançou o número 2 nas paradas de álbuns pop na Inglaterra. Variations surgiu como resultado de uma aposta entre os dois irmãos sobre o resultado do último jogo do Orient na temporada 1976-1977 contra o Hull City.
Na década de 1980, o Leyton Orient não se saiu tão bem, e depois de dois rebaixamentos caiu para o quarto escalão do futebol inglês. No entanto, terminaram a década em alta, já que foram promovidos na temporada 1988-89, quando sob o comando do técnico Frank Clark venceram a final do Playoff da Division Four por 2 a 1 em cima do Wrexham F.C. No início dos anos 1990, houve um progresso constante na Terceira Divisão, perdendo a vaga para o play-off na temporada 1992-93 pela diferença de gols. No entanto, a crise financeira no clube causada pelo então presidente Tony Wood, que perdeu seus negócios na Guerra Civil de Ruanda, levou a um rebaixamento de volta ao quarto escalão, então renomeado como Third Division após a formação da Premier League. 
Sob o comando do técnico Tommy Taylor, o Orient foi derrotado nas finais dos play-offs de 1999 e 2001 da Third Division, disputadas no Wembley Stadium e no Millennium Stadium, respectivamente. A última final viu o gol mais rápido do play-off de sempre até hoje no Millennium Stadium. Chris Tate, do Orient, marcou em apenas 27 segundos. O gol mais rápido da história do Orient foi marcado em apenas 12 segundos por Lee Steele, em partida contra seu antigo clube, o Oxford, no The Kassam Stadium, em 28 de março de 2005.

### Anos 2000, finalmente a promoção
Depois da derrota na final do playoff de 2001, o Leyton Orient levou vários anos para se recuperar. Depois que Tommy Taylor deixou o clube, Paul Brush passou dois anos sem sucesso no cargo, e depois que ele foi demitido, o ex-jogador Martin Ling assumiu o cargo de treinador em outubro de 2003.
Depois de vários anos de melhoria constante, o Orient conquistou a promoção na temporada 2005-2006, terminando em terceiro lugar e subindo automaticamente para a League One. Esta foi a primeira promoção automática do clube em 36 anos e terminou com um período de 11 anos na quarta divisão inglesa.
A promoção só foi garantida nos minutos finais do último jogo da temporada, na casa do Oxford United; com o placar empatado em 2-2 e o Orient aparentemente destinado a perder mais uma vez, veio a notícia de um gol marcado contra os rivais da promoção Grimsby Town F.C. Isso poderia potencialmente promover o Orient, e seus fãs ainda estavam comemorando quando apenas 14 segundos depois, Lee Steele marcou para confirmar a subida do Orient. O resultado também relegou o Oxford à Football Conference. O técnico do Grimsby naquela temporada era Russell Slade, que mais tarde se tornaria técnico do Orient. Esta temporada também teve um excelente desempenho na FA Cup, com o Leyton Orient progredindo até a quarta rodada depois de vencer o Fulham.
Em 2006-07, o Orient viveu uma temporada difícil no terceiro nível, tendo passado a maior parte do tempo na zona de rebaixamento ou em torno dela, e chegou ao fundo da tabela algumas vezes na primeira metade da temporada. Uma melhora depois do Natal - incluindo vitórias memoráveis contra Millwall, Tranmere Rovers e Bradford City no final da temporada – ajudaram o clube a terminar em 20º lugar, um lugar acima da zona de rebaixamento. A maior parte do time vencedor da promoção de 2006 saiu no final da temporada. Alguns jogadores foram liberados, alguns recusaram novos contratos e o jogador mais antigo do clube, Matthew Lockwood, renovou contrato, mas depois se mudou na pré-temporada para o Nottingham Forest.
Em 2007-08 a temporada foi melhor, com o Orient terminando em 14º com 60 pontos. Os O's começaram a temporada em boa forma, não caindo dos sete primeiros até depois do Natal. No entanto, uma queda de rendimento na segunda metade da temporada, registrando apenas três vitórias nos últimos 12 jogos, deixou o clube ao final no meio da tabela.
O Leyton Orient começou a temporada 2008-09 com uma vitória por 2 a 1 sobre o Hereford United em casa, porém, continuou a temporada com muitos desempenhos e resultados fracos ao longo de setembro e outubro e suas únicas vitórias foram as partidas fora de casa contra o Walsall e contra o Southend United na primeira rodada da Football League Trophy. No entanto, o Orient foi eliminado do troféu na rodada seguinte em uma partida fora de casa contra o Brighton & Hove Albion. Uma vitória sobre o Bradford City levou o Orient à terceira rodada da FA Cup, onde jogou contra o Sheffield United em casa. O time perdeu por 4 a 1 e, após uma série ruim na liga demitiu seu treinador Martin Ling e o assistente Dean Smith. Kevin Nugent, treinador da equipe juvenil, ficou como interino por três jogos. Em 5 de fevereiro de 2009, Geraint Williams foi anunciado como novo treinador até o final da temporada. Ele teve um começo muito positivo, vencendo sete de suas nove primeiras partidas e subindo para o 15º lugar. Após a influência positiva de Geraint Williams no time, o Orient garantiu a permanência na League One no dia 13 de abril, com uma vitória por 1-0 sobre Swindon Town no County Ground, e terminou a temporada em 14º lugar.
O Orient teve um dia de orgulho quando derrotou o ex-vice-campeão da Premier League Newcastle United por 6 a 1 em uma partida amistosa de pré-temporada em 25 de julho de 2009. 

### Anos 2010, a queda histórica
Em 3 de abril de 2010, Geraint Williams foi demitido do cargo de treinador depois de uma derrota em casa por 3 a 1 para o Hartlepool. Kevin Nugent mais uma vez assumiu o controle na derrota por 2-1 em Southampton em 5 de abril e após o jogo Russell Slade foi nomeado treinador até o final da temporada. Com ainda menos tempo para salvar o Orient do rebaixamento do que Williams antes dele, Slade conseguiu uma boa sequência de resultados e o clube terminou em 17º lugar, apenas um ponto, mas quatro lugares acima da zona de descenso. No verão de 2010, o contrato de Slade foi prorrogado por dois anos. 
Depois de um começo ruim na temporada 2010-2011, o time melhorou após o Natal, culminando com uma vitória por 8-2 contra o Droyslden, clube da non-league, em um replay da segunda rodada da FA Cup. Em um jogo descrito como "o mais estranho jogo de futebol de todos os tempos", o Orient estava perdendo a maior parte do tempo por 2-0, mas marcou seis gols na prorrogação para avançar para a terceira rodada. Nela, o clube derrotou o Norwich City por 1-0 em Carrow Road. Na rodada seguinte, vitória de 2-1 contra o Swansea City, no Liberty Stadium. A quinta rodada reservou o duelo contra o gigante Arsenal, em Brisbane Road, jogo que terminou empatado em 1 a 1 graças ao gol de Jonathan Téhoué para o Orient já no final, o que forçou um replay no Emirates Stadium. O time perdeu esse replay por 5 a 0, encerrando sua participação mais longa na FA Cup desde 1981-82. Após isso, o Leyton Orient conseguiu igualar um recorde do clube, 14 jogos invicto. No entanto, o time não conseguiu manter esse ímpeto e ficou fora dos playoffs por apenas um ponto.
A temporada de 2013-14 foi muito boa para o Orient, terminando em terceiro no campeonato e assegurando um lugar no playoff. Após derrotarem o Peterborough United o clube avançou para a final do playoff em Wembley, mas perdeu a vaga para a Segunda Divisão nos pênaltis para o Rotherham United.
A temporada 2014-2015 viu uma grande mudança para o Orient depois que o clube foi assumido pelo empresário italiano Francesco Becchetti. O antigo treinador Russell Slade saiu no início da temporada e foi substituído pelo interino Kevin Nugent, seguido em rápida sucessão por Mauro Milanese e Fabio Liverani antes do Natal de 2014. Uma desastrosa segunda metade da temporada culminou com o Orient rebaixado para a League Two após um empate em 2-2 contra o Swindon Town. Liverani, com apenas oito vitórias em 27 jogos, deixou o clube por consentimento mútuo em 13 de maio de 2015.
Em 2015-16 o Orient terminou em oitavo, uma posição e seis pontos abaixo da vaga para o playoff. No entanto, a temporada seguinte (2016–17) viu outra queda desastrosa, com cinco treinadores diferentes, bem como turbulências fora do campo, incluindo uma audiência de liquidação contra Becchetti por impostos não pagos. Outra saída gerencial foi a de Daniel Webb, com o gerente-adjunto Omer Riza assumindo as funções da primeira equipe até o final da temporada. Em 22 de abril de 2017, o Orient foi relegado à National League, terminando uma estadia de 112 anos na Football League, e em junho Becchetti vendeu o clube para Nigel Travis - presidente da Dunkin' Brands. O treinador Steve Davis, nomeado no início da sua campanha na National League, foi demitido em 14 de novembro de 2017. O Orient acabou a temporada de estreia na Quinta Divisão na modesta 13ª colocação, longe dos playoffs. 

### Proposta do Olympic Stadium
Em 18 de outubro de 2011, o Orient solicitou à Football League que se tornasse inquilino do Olympic Stadium. O clube também expressou interesse em dividir o estádio com o West Ham, mas os Hammers não gostaram da ideia, e em dezembro de 2012 o West Ham foi escolhido como locatário do estádio. O presidente do Orient, Barry Hearn, expressou suas reclamações, alegando que o estádio era muito próximo do seu, o que violaria as regras da FA e, por extensão, levaria o clube à falência. Em 6 de março, Barry Hearn afirmou que iria montar outra contestação legal, pois acreditava que as regras estabelecidas pelo LLDC não foram seguidas. Ele também disse que sentiu que a proposta de participação de Leyton Orient foi ignorada e não devidamente explorada. A contestação terminou quando um acordo confidencial entre o Orient e a Premier League foi alcançado.

## Títulos
Nacionais:
Campeonato Inglês - 3a divisão: 1955-56, 1969-70
Campeonato Inglês - 4a divisão: 2022-23
Campeonato Inglês - 5a divisão: 2018-19  
Regionais:
London Challenge Cup: 1912, 1972, 1973 e 1993